# Aphoebantus mormon
Aphoebantus mormon är en tvåvingeart som beskrevs av Axel Leonard Melander 1950. Aphoebantus mormon ingår i släktet Aphoebantus och familjen svävflugor. Inga underarter finns listade i Catalogue of Life.